# Pius II
Pius II (łac. Pius II, właśc. Eneasz Sylwiusz Piccolomini (lub Enea Silvio de Piccolomini); ur. 18 października 1405 w Corsignano, zm. 14 lub 15 sierpnia 1464 w Ankonie) – włoski humanista, poeta, papież w okresie od 19 sierpnia 1458 do 14 lub 15 sierpnia 1464.

## Życiorys

### Wczesne życie
Urodził się w biednej, choć szlacheckiej rodzinie. W młodości pracował w polu, a po ukończeniu 18 lat studiował sztukę oratorską i poezję na uniwersytecie w Sienie. Przez krótki czas w 1425 roku był zafascynowany życiem klasztornym pod wpływem św. Bernardyna ze Sieny; następnie kontynuował studia nauk klasycznych i poezji we Florencji. Zdobywał także wykształcenie prawnicze. Jako sekretarz biskupa Fermo, Domenico Capranicy brał udział w soborze w Bazylei (1432), gdzie zgromadzili się przeciwnicy papieża Eugeniusza IV. Następnie pozostawał w służbie innych dostojników kościelnych – Nicodemo della Scala (biskupa Freising), Bartolomeo (biskupa Novary) i kardynała Albergatiego. Towarzyszył Albergatiemu na kongresie w Arras (1435), gdzie debatowano nad układem pokojowym pomiędzy Francją i Burgundią. W tym samym roku został wysłany przez kardynała z tajną misją do Szkocji.
Po powrocie zyskiwał sławę poety (m.in. dzięki erotycznej komedii Chryzis), pozostając nadal w aktywnej opozycji wobec Eugeniusza IV. Był mistrzem ceremonii konklawe, które powołało w 1439 antypapieża Feliksa V; towarzyszył następnie antypapieżowi jako jego osobisty sekretarz. W 1442 przeszedł na służbę cesarza Fryderyka III w roli sekretarza i nadwornego poety cesarskiego; tym samym powrócił do grona zwolenników papieża Eugeniusza IV. Oficjalnie pojednał się z papieżem w 1445, kiedy przebywał z misją dyplomatyczną w Rzymie. Jednocześnie następowały przemiany w charakterze Piccolominiego, wywołane ciężką chorobą. Dotychczas hołdujący urokom życia, ojciec kilkorga nieślubnych dzieci, stawał się bliższy sprawom duchowym – 4 marca 1446 przyjął święcenia kapłańskie. W tym samym roku brał udział w zwalczeniu wpływów Ligi Elektorów, działającej wbrew interesom zarówno cesarza, jak i papieża.
1447 został mianowany biskupem Triestu; 1448 odegrał ważną rolę przy przyjęciu Konkordatu Wiedeńskiego. W 1450 został przeniesiony na biskupstwo Sieny, które zajmował już do wyboru na papieża. Pozostawał jednocześnie nadal (do 1455) w służbie dyplomatycznej Fryderyka III, był jego ambasadorem w Czechach (1451) oraz towarzyszył mu w uroczystościach koronacyjnych w Rzymie (1452).
17 grudnia 1456 został mianowany przez papieża Kaliksta III kardynałem. W okresie od 26 stycznia 1457 do 26 stycznia 1458 był kamerlingiem Kolegium Kardynałów.

### Biskup warmiński
Na skutek starań zakonu krzyżackiego i części kapituły warmińskiej papież Kalikst III nominował w 1457 Piccolominiego na następcę zmarłego biskupa warmińskiego Franciszka Kuhschmalza co zostało dokonane wbrew woli króla polskiego. W związku z prokrzyżackimi sympatiami Piccolominiego jego wysłannicy nie zostali dopuszczeni do miast warmińskich. Już jako papież Pius II, Piccolomini powołał na stanowisko biskupa warmińskiego Pawła Legendorfa.

### Pontyfikat
Po śmierci papieża Kaliksta III konklawe wybrało 19 sierpnia 1458 Eneasza Sylwiusza Piccolominiego jako jego następcę. 3 września, w dniu koronacji, przyjął imię Piusa II, podobno ze słowami nawiązującymi do jego przeszłego stylu życia Odrzućcie Eneasza, przyjmijcie Piusa. Podobnie jak jego poprzednik, główną ideą przyświecającą jego pontyfikatowi było wyzwolenie Europy od zagrożenia tureckiego. 12 października 1458 ogłosił zwołanie kongresu władców chrześcijańskich do Mantui, gdzie miano rozważyć zorganizowanie nowej wyprawy krzyżowej. Wkrótce potem, na papieża spadł obowiązek rozstrzygnięcia korony królestwa Aragonii i Neapolu pomiędzy synem króla, Ferdynandem I, a księciem Andegawenii, René I. Ostatecznie papież opowiedział się po stronie Ferdynanda, co spowodowało niechęć Francji do uczestnictwa w krucjacie. Problemy, które napotkał Pius, postanowił rozwiązać wydaniem bulli w 1460 Exsecrabilis, w której groził ekskomuniką każdemu, kto odwołałby się od decyzji papieża do Soboru Powszechnego.
Dodatkowo, konflikt z Francją podsycił fakt podtrzymania poparcia dla księcia Neapolu, Ferrante, wobec żądań nowego króla Francji Ludwika XI. Pius popadł także w spory z niemieckimi dostojnikami m.in. z księciem Tyrolu, Zygmuntem (został ekskomunikowany) i arcybiskupem Moguncji, Dietherem z Isenburga (został złożony z urzędu). Ponadto papież poróżnił się z czeskim królem, Jerzym z Podiebradów, który zakwestionował wybór Piusa, gdy ten anulował porozumienia pomiędzy katolikami a husytami. Były to główne przyczyny, przez które Pius nie doprowadził do reformy Kościoła i Kurii Rzymskiej. W 1461 roku wysłał swój słynny List do sułtana Mehmeda II, w którym odrzucił Koran i nakłaniał do wyrzeczenia się islamu i przyjęcia chrztu. W 1464 roku wyruszył do Ankony, gdzie miała mieć początek krucjata. Wkrótce potem zmarł tam, lecz został pochowany w Rzymie.

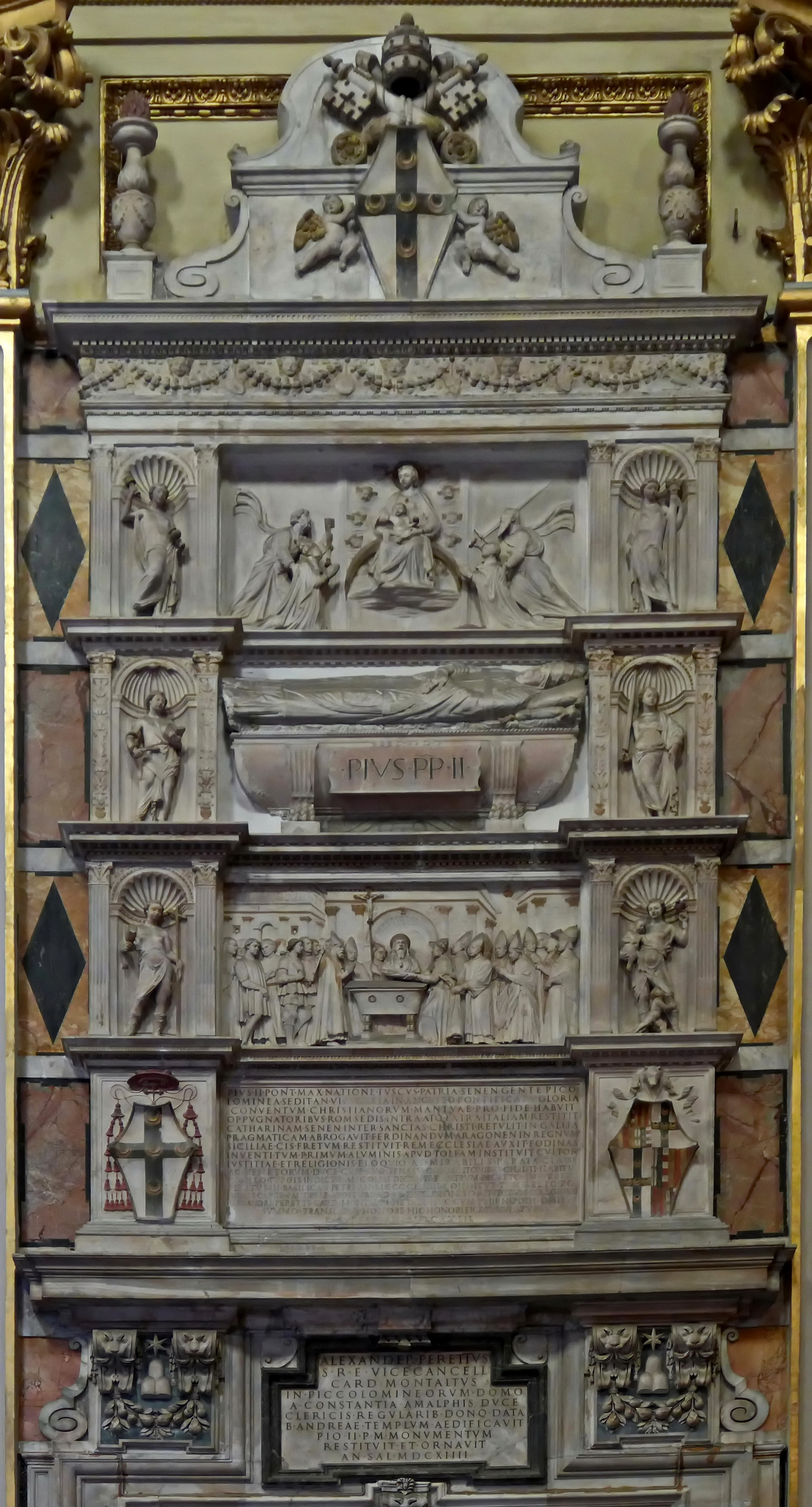
Grób Piusa II w Bazylice św. Andrzeja „della Valle”

Usiłował powołać do życia nowy zakon rycerski – Zakon Najświętszej Maryi Panny z Betlejem, z siedzibą na wyspie Limnos; ta inicjatywa, ogłoszona bullą w 1459, nie doczekała się realizacji. Historycy oceniają go jako niezrównanego mówcę i literata, zaangażowanego i oddanego papieża, który nie ustrzegł się jednak nepotyzmu.

## W kulturze masowej
Wybór Eneasza Sylwiusza Piccolominiego na papieża stanowi fabułę filmu Konklawe (2006, reżyseria: Christoph Schrewe).